# Burscheider Lößterrassen
Die Burscheider Lößterrassen sind laut dem Handbuch der naturräumlichen Gliederung Deutschlands eine naturräumliche Einheit mit der Nummer 338.00 und gehören zu der übergeordneten naturräumliche Haupteinheit 338.0 (Mittelbergische Hochflächen). Sie umfassen das östliche Leichlinger Hinterland bis Witzhelden, den Leverkusener Osten (Bergisch Neukirchen, Lützenkirchen, Fettehenne, Steinbüchel und Mathildenhof), den Teil Odenthals nördlich der Dhünn und das Burscheider Stadtgebiet.
Die Lößterrassen bestehen aus nach Osten von 100 auf 200 m ansteigenden Terrassen, deren Stufen teilweise deutlich sichtbar sind. Teilweise ist das Gelände aber auch allmählich ansteigend und gewinnt ohne erkennbare Stufung an Höhe. Sie sind Teil der Rheinischen Hauptterrassen und der älteren Rheinterrassen. Von Ost nach West verlaufen Terrassenriedel, die von tiefen steilwandigen Bachtälern der in gleicher Richtung fließenden Bäche Schmerbach, Weltersbach, Vierschelsbach, Murbach, Ölbach, Wiembach und Leimbach gegliedert werden. Im Norden schließen sich, getrennt von dem Unteren Wuppertal (Ordnungsnummer 338.04), die Ohligser Terrassenriedel (Ordnungsnummer 338.01) an.
Lehmige Lößböden bedecken den Naturraum. An den Talhängen stehen devonische Grauwacke-, Schiefer- und Sandsteinschichten an. Klimatisch unterscheiden sich die Burscheider Lößterrassen von dem sich im Osten anschließenden Höhenland. Sie sind bedeutend trockener, wärmer und niederschlagsärmer (unter 1000 mm Jahresniederschlagsmenge). Das Klima begünstigt den Obstanbau.